# Placogorgia
Placogorgia is een geslacht van neteldieren uit de klasse van de Anthozoa (bloemdieren).

## Soorten
- Placogorgia alternata Nutting, 1910
- Placogorgia atlantica Wright & Studer, 1889
- Placogorgia bebrycoides Nutting, 1910
- Placogorgia becena Grasshoff, 1977
- Placogorgia coronata Carpine & Grasshoff, 1975
- Placogorgia costata (Nutting, 1910)
- Placogorgia dendritica Nutting, 1910
- Placogorgia dentata Nutting, 1910
- Placogorgia flava (Nutting, 1910)
- Placogorgia flexilis (Nutting, 1910)
- Placogorgia foliata Aurivillius, 1931
- Placogorgia graciosa Tixier-Durivault & d'Hondt, 1975
- Placogorgia immersa (Nutting, 1910)
- Placogorgia indica Thomson & Henderson, 1906
- Placogorgia intermedia (Thomson, 1927)
- Placogorgia japonica Nutting, 1912
- Placogorgia massiliensis Carpine & Grasshoff, 1975
- Placogorgia mirabilis Deichmann, 1936
- Placogorgia orientalis Thomson & Henderson, 1906
- Placogorgia pallida (Nutting, 1910)
- Placogorgia placoderma (Nutting, 1910)
- Placogorgia polybrachis Kükenthal, 1919
- Placogorgia rudis Deichmann, 1936
- Placogorgia sanguinea (Nutting, 1910)
- Placogorgia simplex (Nutting, 1910)
- Placogorgia squamata Nutting, 1910
- Placogorgia studeri Nutting, 1910
- Placogorgia tenuis (Verrill, 1883)
- Placogorgia terceira Grasshoff, 1977
- Placogorgia tribuloides Bayer, 1959